# Mușchiul flexor profund al degetelor

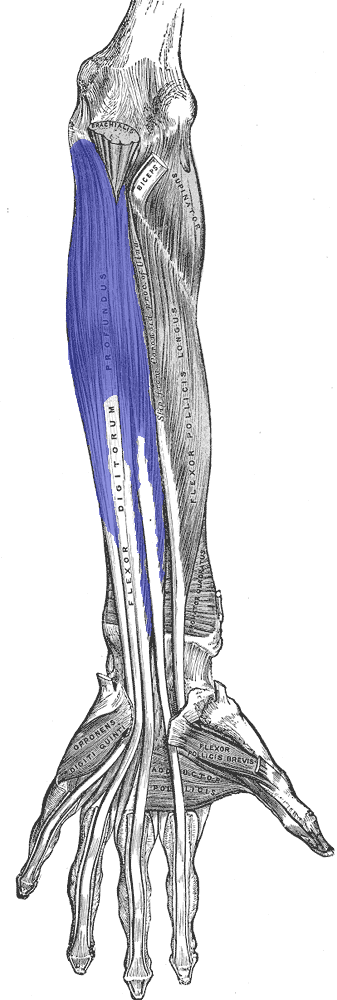
Mușchiul flexor profund al degetelor (în albastru)

Mușchiul flexor profund al degetelor (Musculus flexor digitorum profundus) sau mușchiul flexor comun profund al degetelor este un mușchi lung fusiform, lățit antero-posterior, așezat pe partea medială a feței anterioare a antebrațului, într-un plan (stratul al treilea al mușchilor anteriori ai antebrațului) mai profund decât mușchii superficiali.

## Inserții
Are originea pe procesul coronoid al ulnei (Processus coronoideus ulnae), pe cele 2/3 superioare ale feței mediale și anterioare a ulnei, pe membrana interosoasă a antebrațului (Membrana interossea antebrachii) corespunzătoare acestei porțiuni a ulnei. Uneori are originea și pe cele 2/3 superioare ale feței anterioare a radiusului, medial și sub tuberozitatea radială (Tuberositas radii). 
Corpul muscular lat și turtit se îndreaptă distal, iar la jumătatea antebrațului se împarte în patru fascicule, care se continuă fiecare prin câte un tendon lung. Partea tendinoasă a sa începe mai proximal decât cea a mușchiului flexor superficial al degetelor.
Cele patru tendoane ale sale trec înapoia retinaculului flexorilor prin canalul carpian, posterior de tendoanele mușchiului flexor superficial al degetelor (Musculus flexoris digitorum superficialis), apoi ajung la palmă unde diverg în evantai spre cele patru degete (II, II, IV și V). Pe tendoanele acestui mușchi, la nivelul palmei, se inserează mușchii lombricali.
La nivelul falangelor proximale tendoanele flexorului profund al degetelor perforează tendoanele mușchiului flexor superficial al degetelor (trec prin orificiile formate de bifurcația tendoanelor flexorului superficial al degetelor). La nivelul falangelor medie și distală dispoziția tendoanelor flexorilor degetelor este inversată: tendonul mușchiului flexor profund al degetelor este situat anterior (tendon perforant) iar tendonul mușchiului flexor superficial al degetelor posterior (tendon perforat).
Tendoanele flexorului profund al degetelor se termină inserându-se pe fețele palmare (anterioare) ale bazelor falangelor distale (falanga a III-a) ale degetelor 2, 3, 4, 5. 

## Raporturi
La antebraț mușchiul este acoperit anterior de mușchiul flexor superficial al degetelor (Musculus flexor digitorum superficialis), între acești doi mușchi trec nervul median și vasele ulnare (artera ulnară și vena ulnară). Medial se află mușchiul flexor ulnar al carpului (Musculus flexor carpi ulnaris), iar între acești doi mușchi trece nervul ulnar. Posterior acoperă ulna, membrana interosoasă (Membrana interossea), iar în partea inferioară a antebrațului acoperă mușchiul pătrat pronator (Musculus pronator quadratus). Lateral se găsește mușchiul flexor lung al policelui (Musculus flexor pollicis longus) și mănunchiul vasculonervos interosos.
La gâtul mâinii, la palmă și la degete are raporturi identice cu ale flexorului superficial.
La articulația mâinii (gâtul mâinii) tendoanele lui merg împreună cu tendoanele mușchiului flexor superficial al degetelor prin canalul carpian.
La palmă, tendoanele sunt acoperite de cele ale mușchiului flexor superficial al degetelor și acoperă posterior mușchii interosoși și arcada palmară profundă (Arcus palmaris profundus). 
La nivelul degetelor tendoanele acestui mușchi trec pe fața palmară a falangelor și pătrund în tecile sinoviale împreună cu tendoanele mușchiului flexor superficial al degetelor, apoi perforează tendoanele acestuia.

## Acțiune
Flectează falanga a III-a (falanga distală) a degetelor 2, 3, 4 și 5 pe a II-a (falanga medie), iar în mod secundar a II-a pe falanga I (falanga proximală), degetele pe mână, mâna pe antebraț. Această acțiune multiplă se datorește faptului că este un mușchi multiarticular. 
Este și adductor al degetelor și mâinii.

## Inervație
Inervația este asigurată de nervul antebrahial interosos anterior (Nervus interosseus antebrachii anterior) ce provine din nervul median și de ramuri din nervul ulnar. Primul inervează fasciculele sale laterale, iar ramurile din nervul ulnar inervează fasciculele sale mediale. Aceste ramuri aparțin neuromerelor (C7—C8 și Th1).

## Vascularizația
Vascularizația este asigurată de artera ulnară (Arteria ulnaris), artera colaterală ulnară inferioară (Arteria collateralis ulnaris inferior), artera recurentă ulnară (Arteria recurrens ulnaris), artera interosoasă comună (Arteria interossea communis), artera interosoasă anterioară (Arteria interossea anterior).